# Fokkerstaffel
Fokkerstaffel – wyspecjalizowane niemieckie jednostki lotnicze Luftstreitkräfte z okresu I wojny światowej.
W pierwszej połowie 1915 roku po doświadczeniach bitwy pod Verdun, niemieckie dowództwo lotnicze zaobserwowało, że pojedyncze samoloty jednomiejscowe Kampfeindeckers, jakie wchodziły w skład jednostek rozpoznawczych Feldflieger Abteilung w celu ich obrony przed samolotami nieprzyjaciela, dużo lepiej spełniają swoje zadanie, gdy współpracują w grupach po parę maszyn.
Rozkazem z dnia 1 kwietnia 1914 roku postanowiono, że jednomiejscowe samoloty Fokker E.IV rozrzucone po różnych jednostkach zostaną skupione w dwóch eskadrach wschodniej i zachodniej.
- Fokkerstaffel-West - stacjonująca na lotnisku Le Faux Ferme koło Coucy pod dowództwem por. Ericha Hoenemannsa. W jej skład weszli piloci i samoloty z FFA 7, FFA 11 i FFA 39 w ilości łącznej 4 samolotów. W jej składzie był między innymi as myśliwski Josef Jacobs.
- Fokkerstaffel-Ost - stacjonująca na lotnisku koło St Erme pod dowództwem ppor. Eitel-Friedrich Rüdigera von Manteuffel. W jej skład weszli piloci i samoloty z FFA 26 i FFA 99 w ilości łącznej 5 samolotów.

W kolejnym etapie reorganizacji Luftstreitkräfte Fokkerstaffel-West stała się podstawą utworzonej 28 września 1916 roku wyspecjalizowanej eskadry myśliwskiej Jasta 12.